# Phialographium
Phialographium är ett släkte av svampar. Phialographium ingår i familjen Ophiostomataceae, ordningen blånadssvampar, klassen Sordariomycetes, divisionen sporsäcksvampar och riket svampar.
|                | Pesotum                                     |
|                |                                             |
|                | Ophiostoma                                  |
|                |                                             |
|                | Verticicladiella                            |
|                |                                             |
|                | Leptographium                               |
|                |                                             |
|                | Grosmannia                                  |
|                |                                             |
|                | Ceratocystiopsis                            |
|                |                                             |
|                | Graphilbum                                  |
|                |                                             |
|                | Sporothrix                                  |
|                |                                             |
|                | Raffaelea                                   |
|                |                                             |
| Phialographium | \| \| Phialographium erubescens \| \| \| \| |
|                | \| \| Phialographium erubescens \| \| \| \| |
|                | Dryadomyces                                 |
|                |                                             |
|                | Pachnodium                                  |
|                |                                             |
|                | Klasterskya                                 |
|                |                                             |
|                | Spumatoria                                  |
|                |                                             |
|                | Knoxdaviesia                                |
|                |                                             |
|                | Graphiocladiella                            |
|                |                                             |
|                | Phialographium erubescens                   |
|                |                                             |

|  | Phialographium erubescens |
|  |                           |